# Хава Абді
Хава Абді Дідблаве (Хааво Габді; сом. Xaawo Cabdi, араб. حواء عبدی, англ. Hawa Abdi; 17 травня 1947 — 5 серпня 2020) — сомалійська правозахисниця й лікарка. Хава є засновницею та головою некомерційної організації «Фонд д-ра Хави Абді (DHAF)». Була висунута на здобуття Нобелівської премії миру. Вчилася медицини у Києві.

## Життєпис
Народилась в Могадішо в південно-центральній частині Сомалі. Її мати померла, коли їй було 12 років. Абді розпочала займатися сімейними справами та вихованням своїх чотирьох сестер, адже була найстаршою в сім'ї.
Раннє навчання Абді відбувалось у місцевій початковій, середній та вищій академії.
1964 року вона отримала стипендію від Жіночого комітету Радянського Союзу. Абді згодом вивчала медицину в київському інституті, закінчивши його 1971 року. Наступного року вона почала вивчати правознавство в Сомалійському національному університеті Могадішоу.
Коли Абді було дванадцять років, вона вступила в примусовий шлюб зі значно старшим чоловіком, який був офіцером поліції. Короткочасний запланований шлюб розпався через кілька років, перш ніж вона виїхала з Сомалі до Москви, а потім до Києва. Під час навчання в СРСР вона познайомилася з Аденом Мохаммедом, сомалійським студентом.
У 1973 році Абді вийшла заміж за Адена і через два роки народила первістка: Деко, Аміна та Ахмед. Ахмед загинув в автокатастрофі 2005 року в Харгейсі, коли їхав до свого батька, який відтоді розлучився з Абді. Деко й Аміна стали лікарками.
1973 року Абді вийшла заміж і народила свою першу дитину в 1975. Спочатку вона практикувала медицину й у вільний час здобувала ступінь права, і зрештою, здобула його 1979 року.
1983 року Абді відкрила сільськогосподарську організацію з охорони здоров'я (RHDO) на сімейній землі в південній частині Нижнього Шейбеля. Вона починалась як однокімнатна клініка, яка пропонувала безплатні акушерські послуги приблизно 24 сільським жінкам на день, а пізніше перетворилася в клініку на 400 пацієнтів.
Коли почалася громадянська війна в Сомалі на початку 1990-х років, Абді залишилась за наказом своєї бабусі, яка порадила їй використовувати свою кваліфікацію, щоб допомогти вразливим. Вона згодом заснувала нову клініку та школу для переміщених та сиріт.
2007 року RHDO було перейменовано в Фонд д-ра Хави Абді (DHAF). Він поступово розширювався, до його складу ввійшов релігійний табір, який під час посухи 2011 року вмістив 90 000 осіб на 1300 акрів навколо лікарні Абді.

## Фонд доктора Хави Абді
Фондом доктора Хави Абді (DHAF) керує Абді та її двоє дітей, генеральний директор Деку Адан (також відома як Деку Мухамед) та помічник Адана (також відома як Аміна Мохамед), які наслідують свою матір. Станом на 2012 рік в організації працює багатонаціональний штат зі 102 працівників, доповнений 150-членною командою, що складається з волонтерів, рибалок та фермерів.
DHAF є неполітичною організацією, яка не є афілійованою з будь-яким урядом, політичним рухом, релігією чи кланом. DHAF вирішує, які проєкти слід виконувати та які допомоги слід надавати на основі земельних потреб села. DHAF також є фінансово незалежною організацією. Все фінансування здійснюється коштом пожертв від людей усього світу та інших благодійних фондів. Державне фінансування заборонено. Послуги надаються людям Сомалі безплатно. Заклад DHAF включає лікарняний, шкільний та дієтичний центр і забезпечує притулок, воду та медичну допомогу переважно жінкам та дітям. З моменту свого створення на початку 1980-х років цей комплекс обслуговував приблизно 2 мільйони осіб.
Попри те, що послуги пропонуються безплатно, Абді керує кількома рибними та сільськогосподарськими проєктами в межах комплексу, щоб інклюзивувати самовдосконалення. Лікарня також містить невелику ділянку землі, де вирощують овочі та кукурудзу, а потім частково продаються, щоб покрити деякі витрати на утримання об'єкта.
Фінансування обладнання та медичних витратних матеріалів в основному забезпечується грошовими переказами від емігрантів Сомалі, а також загальними внесками до фонду. З 2011 року організація також отримала підтримку від Фонду «Жінки у світі».

## Нагороди
2007 року Абді назвали людиною року Hiiraan Online. Журнал Glamour пізніше вказав її та її двох дочок серед своїх жінок року.
2012 року була номінована на Нобелівську премію миру. Вона також отримала нагороду Women of Impact від фонду WITW, соціальної гуманітарної премії BET та медалі Джона Джей за справедливість.
2014 року отримала премію «Чотири свободи» Рузвельта: «Свобода від бажання» в Міделбург, Нідерланди. Рік по тому вона була нагороджена премією миру Pilosio Building Peace Award.
25 травня 2017 року стала почесним доктором юридичних наук в Гарвардському університеті.